# Bronisław Mamoń
Bronisław Mamoń (ur. 12 września 1929 w Rusocicach, zm. 14 listopada 2003 w Krakowie) – polski krytyk literacki i teatralny, dziennikarz, związany z Tygodnikiem Powszechnym, gdzie był kierownikiem działu kulturalnego, doktor nauk humanistycznych.

## Życiorys
Był absolwentem Gimnazjum im. Bartłomieja Nowodworskiego w Krakowie i studiów polonistycznych na Katolickiego Uniwersytetu Lubelskiego (1953). W 1953 debiutował jako krytyk w Tygodniku Powszechnym, od 1954 pracował w tym piśmie, wydawanym wówczas przez Stowarzyszenie „Pax” jako korektor, równocześnie w dalszym ciągu publikując szkice o literaturze.
Pozostał w redakcji Tygodnika Powszechnego po odzyskaniu go przez prawowitą redakcję w 1956, pracował w dziale kulturalnym, którym kierował od 1966 do połowy lat 90. Od 1960 redagował tam stałą rubrykę kulturalną Notatki.
Był autorem książek Karol Ludwik Koniński (1969) i Cieszyć się życiem - Zofia Starowieyska-Morstinowa. Szkic do portretu (2003), opracował także tom Karola Ludwika Konińskiego Uwagi 1940- 1942 (1987), był autorem haseł w Polskim Słowniku Biograficznym.
W 1972 obronił na Uniwersytecie Jagiellońskim pracę doktorską Karol Ludwik Koniński. Próba monografii, napisaną pod kierunkiem Jana Błońskiego

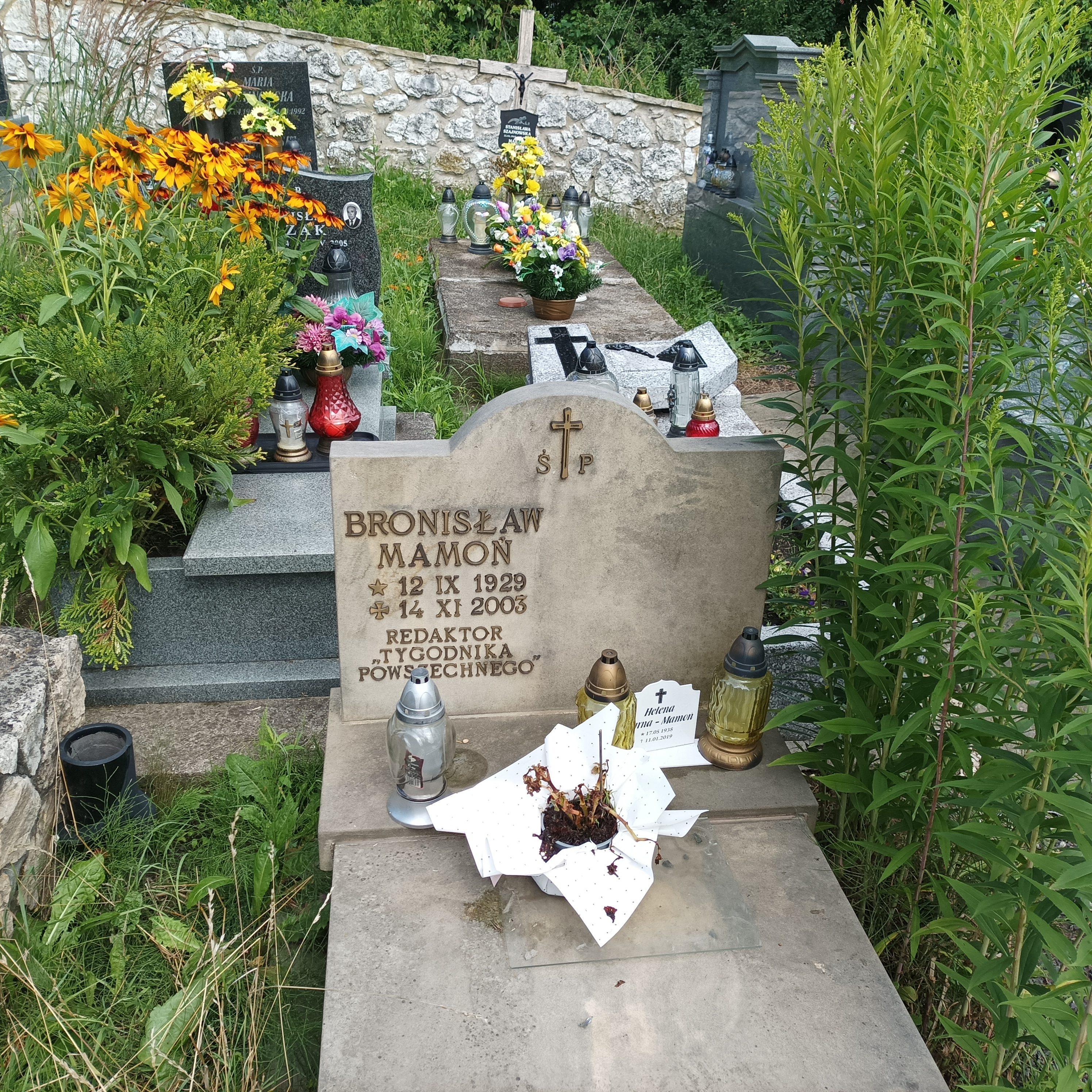
Grób Bronisława Mamonia na tynieckim cmentarzu parafialnym

Jego synem jest dziennikarz Marcin Mamoń.